# Bahraini Premier League (2017/2018)
Bahraini Premier League 2017/2018 – 61. edycja najwyższej klasy rozgrywkowej w Bahrajnie. W lidze zostało rozegrane 18 kolejek meczów. Tytułu bronił klub Malkiya.

## Drużyny
| Uczestnicy poprzedniej edycji | Uczestnicy poprzedniej edycji | Uczestnicy poprzedniej edycji | Uczestnicy poprzedniej edycji |
| --- | ----------------------------- | ----------------------------- | ----------------------------- |
| MAL | Malkiya                       | Al-Malikijja                  | 1                             |
| RIF | Al-Riffa                      | Ar-Rifa                       | 2                             |
| HID | Al-Hidd                       | Al-Muharrak                   | 3                             |
| MAN | Manama                        | Manama                        | 4                             |
| MUH | Al-Muharraq                   | Al-Muharrak                   | 5                             |
| EAS | East Riffa                    | Ar-Rifa                       | 6                             |
| AHL | Al-Ahli                       | Al-Muharrak                   | 7                             |
| NAJ | Al-Najma                      | Manama                        | 8                             |
| Awans z Bahraini Second Division |                               |                               |                               |
| SHA | Al-Shabab                     | Dżidd Hafs                    | 1                             |
| ITT | Al Ittihad                    | Bilad Al Qadeem               | 2                             |
| Oznaczenia: - kolumna pierwsza – skróty nazw drużyn, - kolumna trzecia – siedziba klubu, - kolumna czwarta – miejsce zajęte w poprzednim sezonie. |                               |                               |                               |

## Tabela
| Lp. | Drużyna         | M  | Z  | R | P  | Bramki | Bramki | Różn. | Pkt | Uwagi                                         |
| --- | --------------- | -- | -- | - | -- | ------ | ------ | ----- | --- | --------------------------------------------- |
| 1   | Al-Muharraq (M) | 18 | 14 | 3 | 1  | 31     | 7      | +24   | 45  | Liga Mistrzów AFC • Runda wstępna             |
| 2   | Al-Najma        | 18 | 8  | 6 | 4  | 34     | 26     | +8    | 30  |                                               |
| 3   | Manama          | 18 | 8  | 5 | 5  | 33     | 20     | +13   | 29  |                                               |
| 4   | Malkiya         | 18 | 8  | 4 | 6  | 36     | 30     | +6    | 28  |                                               |
| 5   | Al-Shabab       | 18 | 5  | 9 | 4  | 19     | 20     | −1    | 24  |                                               |
| 6   | Al-Hidd         | 18 | 5  | 6 | 7  | 22     | 30     | −8    | 21  |                                               |
| 7   | Al-Riffa        | 18 | 5  | 4 | 9  | 22     | 31     | −9    | 19  |                                               |
| 8   | East Riffa      | 18 | 3  | 8 | 7  | 24     | 32     | −8    | 17  | Baraże o utrzymanie w Bahraini Premier League |
| 9   | Al Ittihad (S)  | 18 | 3  | 5 | 10 | 22     | 34     | −12   | 14  | Spadek do Bahraini Second Division            |
| 10  | Al-Ahli1 (S)    | 18 | 4  | 4 | 10 | 21     | 34     | −13   | 13  | Spadek do Bahraini Second Division            |

## Baraże o Bahraini Premier League
W meczu barażowym o udział w rozgrywkach Bahraini Premier League w sezonie 2018/2019 zagrały: 8. drużyna Bahraini Premier League – East Riffa – i 3. drużyna Bahraini Second Division – Busaiteen. 
| 9 maja 2018 | East Riffa | 1:2 | Busaiteen |  |
|             |            |     |           |  |

| 13 maja 2018 | Busaiteen | 0:2 | East Riffa |  |
|              |           |     |            |  |

## Statystyki

### Najlepsi strzelcy
| Miejsce | Zawodnik           | Drużyna     | Bramki |
| ------- | ------------------ | ----------- | ------ |
| 1.      | Uche Agba          | Al-Najma    | 18     |
| 2.      | Ismail Abdullatif  | Al-Muharraq | 11     |
| 3.      | Esraa Alhamwiah    | Malkiya     | 9      |
| 4.      | Erick Luis         | Manama      | 8      |
| 5.      | Issa Abd Al Wahab  | Malkiya     | 7      |
| 5.      | Sami Al-Husaini    | East Riffa  | 7      |
| 5.      | Sayed Hashim Isa   | Malkiya     | 7      |
| 5.      | Ahmed Yousif       | Malkiya     | 7      |
| 9.      | Mahdi Al-Humaidan  | Al-Ahli     | 6      |
| 9.      | Husain Salman Maki | Al-Ahli     | 6      |
| 9.      | Jamal Rashid       | Al-Muharraq | 6      |